# IAR-12
Pour les articles homonymes, voir IAR.
Le IAR-12 est un avion militaire de l'entre-deux-guerres conçu en Roumanie par Industria Aeronautică Română (IAR).